# Hetty van de Wouw
Hetty van de Wouw (Kaatsheuvel, 29 de maio de 1998) é uma desportista neerlandesa que compete no ciclismo na modalidade de pista, especialista na prova de velocidade por equipas.
Ganhou uma medalha de prata no Campeonato Mundial de Ciclismo em Pista de 2018 e uma medalha de bronze no Campeonato Europeu de Ciclismo em Pista de 2017, ambas na prova de velocidade por equipas.

## Medalheiro internacional
| Campeonato Mundial | Campeonato Mundial         | Campeonato Mundial | Campeonato Mundial     |
| Ano                | Lugar                      | Medalha            | Competição             |
| ------------------ | -------------------------- | ------------------ | ---------------------- |
| 2018               | Apeldoorn ( Países Baixos) | Medalha de prata   | Velocidade por equipas |
| Campeonato Europeu |                            |                    |                        |
| Ano                | Lugar                      | Medalha            | Competição             |
| 2017               | Berlim ( Alemanha)         | Medalha de bronze  | Velocidade por equipas |

1. 1 2  Competiu na rodada de classificação.